# Chiavelli-Santa Maria di Gesù
Chiavelli-Santa Maria di Gesù è la quattordicesima unità di primo livello di Palermo.
Fa parte della III Circoscrizione.

## Descrizione
Il territorio raggruppa la località di Santa Maria di Gesù, nota per il convento di San Benedetto il Moro, e la frazione di Belmonte Chiavelli. Nella zona si trova uno dei principali cimiteri municipali, quello di Santa Maria di Gesù. L'aria si estende ai piedi di Monte Grifone, tra il quartiere Villagrazia e il quartiere Brancaccio. L'edilizia è prevalentemente rurale e intervallata da ampi spazi di campagna ancora incontaminata.